# Psichotoe gnatula
Psichotoe gnatula là một loài bướm đêm thuộc phân họ Arctiinae, họ Erebidae.